# Ванга строката
Ванга строката (Leptopterus chabert) — вид горобцеподібних птахів родини вангових (Vangidae).

## Поширення
Ендемік Мадагаскару. Поширений по всьому острові, крім високогірних районів. Його природними середовищами існування є субтропічний або тропічний сухий ліс, субтропічний або тропічний вологий низинний ліс та субтропічний або тропічний вологий гірський ліс.

## Опис
Невеликий птах, завдовжки 14 см, вагою 17–27 г. Верх синювато-чорний, дзьоб синювато-білий, нижня сторона біла. Має широке світло-блакитне кільце навколо очей.

## Спосіб життя
Харчується дрібними та середніми комахами, гусеницями та жуками. Вони шукають їжу в кронах дерев і ловлять літаючих комах у повітрі. Розмножується між серпнем і березнем. Дорослі птахи допомагають одне одному у вихованні молодняку.

## Підвиди
- L. c. schistocercus (Neumann, 1908) — поширений на південному заході Мадагаскару;
- L. c. chabert (Statius Müller, 1776) — в інших частинах Мадагаскару.